# Gerhard Eimer
Gerhard Werner Karl Eimer (* 5. April 1928 in Marburg; † 27. März 2014 auf Rügen) war ein deutscher Kunsthistoriker.

## Leben
Eimer war der Sohn des Internisten Karl Eimer; auch seine Mutter war Ärztin. Er wuchs von 1934 bis 1945 in Stettin auf, wo er vier verschiedene Schulen besuchte, und wurde 1944 noch zur Marine einberufen. Nach einem Lazarettaufenthalt in Lychen kam er nach dem Ende des Zweiten Weltkriegs zunächst nach Düsseldorf und dann nach Hameln, wo er im Februar 1947 das Abitur bestand. Im Sommersemester 1947 begann er ein Studium der Kunstgeschichte an der Christian-Albrechts-Universität zu Kiel, wo er Richard Sedlmaier, Arthur Haseloff, Lilli Martius und Alfred Kamphausen hörte. Als Nebenfächer belegte er zunächst Theologie, dann Semitische Sprachen (unter anderem bei Hans Wilhelm Hertzberg) und Philosophie (unter anderem bei Ludwig Landgrebe und Hans Blumenberg). Während seines Studiums nahm er an Ausgrabungen in Bornhöved und Preetz teil. Im Sommer 1953 wurde er mit einer Dissertation über das Fredenhagenzimmer in Lübeck zum Dr. phil. promoviert. Danach folgten Tätigkeiten am Stockholmer Nationalmuseum und am dortigen Stadtmuseum. Zeitgleich begann er an der Universität Stockholm ein Zweitstudium und wurde 1961 hier über die Stadtplanung im schwedischen Ostseereich promoviert. Von dort aus ging er für kurze Zeit an das Kunsthistorische Institut in Florenz, kehrte aber schon 1962 an die Stockholmer Universität zurück, wo er nach der Habilitation eine Dozentur übernahm. 1973 wurde er als Nachfolger von Harald Keller zum Professor an der Johann Wolfgang Goethe-Universität Frankfurt am Main berufen, wo er bis zu seiner Emeritierung 1996 am Kunstgeschichtlichen Institut lehrte. Eimer starb nach langer Krankheit im Alter von 85 Jahren.

## Werk
Eimers Forschungsgebiete waren sehr weit gespannt und reichten zeitlich vom 15. bis zum 20. Jahrhundert; Schwerpunkte seiner Arbeit bildeten Architektur und Städtebau des Barock und der Renaissance in Italien und Schweden, die Kunst der deutschen Romantik (insbesondere Caspar David Friedrich), die Kunstgeschichte Nordeuropas und des Ostseeraums (hier besonders Bernt Notke) und das Werk Vincent van Goghs. Er war langjähriger Herausgeber der Schriftenreihe Frankfurter Fundamente der Kunstgeschichte und Mitglied der Historischen Kommission für Pommern.

## Veröffentlichungen (Auswahl)

### Als Autor
- Die Stadtplanung im schwedischen Ostseereich, 1600–1715. Mit Beiträgen zur Geschichte der Idealstadt. Svenska Bokförlaget, Stockholm / Gyldendal, København / Akateeminen Kirjakauppa, Helsinki 1961 (zugl. Phil. Diss. Universität Stockholm)
- Carl Gustaf Wrangel som byggherre i Pommern och Sverige. Ett bidrag till stormaktstidens konsthistoria.  Almqvist & Wiksell, Stockholm 1961 (schwedisch)
- La Fabbrica di S. Agnese in Navona. Römische Architekten, Bauherren und Handwerker im Zeitalter des Nepotismus. 2 Bde., Almquist & Wiksell, Stockholm 1970, 1971 (Stockholm Studies in History of Art)
- Zur Dialektik des Glaubens bei Caspar David Friedrich. Kunstgeschichtliches Institut der Universität, Frankfurt am Main 1982, ISBN 978-3-923813-00-1 (Frankfurter Fundamente der Kunstgeschichte, Bd. 1)
- Bernt Notke. Das Wirken eines niederdeutschen Künstlers im Ostseeraum. Kulturstiftung der Deutschen Vertriebenen, Bonn 1985, ISBN 978-3-88557-043-1
- Quellen zur politischen Ikonographie der Romantik: Steins Turmbau in Nassau. Kunstgeschichtliches Institut, Frankfurt am Main 1987, ISBN 978-3-923813-01-8 (Frankfurter Fundamente der Kunstgeschichte, Bd. 2)
- Van-Gogh-Indices. Analytischer Schlüssel für die Schriften des Künstlers. Herausgegeben von Gerhard Eimer unter Mitarbeit von Manfred Fritsch und Dieter Hermsdorf. Bearbeitung und Redaktion: Gerhard Eimer.  Kunstgeschichtliches Institut, Frankfurt am Main / Wasmuth, Berlin 1992, ISBN 978-3-923813-07-0 (Frankfurter Fundamente der Kunstgeschichte, Bd. 8)
- Die Geschichte des Kunstgeschichtlichen Institutes der Goethe-Universität Frankfurt. 1915–1995. Herausgegeben vom Direktorium des Kunstgeschichtlichen Instituts. Bearbeitet von Heinrich Dilly und Gerhard Eimer. Kunstgeschichtliches Institut, Frankfurt am Main 2002, ISBN 978-3-923813-17-9 (Frankfurter Fundamente der Kunstgeschichte, Bd. 17)

### Als Herausgeber
- (mit Günther Rath) Caspar David Friedrich: Äußerungen bei Betrachtung einer Sammlung von Gemählden von größtentheils noch lebenden und unlängst verstorbenen Künstlern. Kunstgeschichtliches Institut, Frankfurt am Main 1999, ISBN 978-3-923813-15-5 (Kritische Edition der Schriften des Künstlers und der Zeitzeugen, Teil 1 / Frankfurter Fundamente der Kunstgeschichte, Bd. 16)
- (mit Ernst Gierlich) Die sakrale Backsteinarchitektur des südlichen Ostseeraumes – der theologische Aspekt. Internationale Fachtagung der Kulturstiftung der Deutschen Vertriebenen, Stralsund 1998. Gebr. Mann, Berlin 2000, ISBN 978-3-7861-1569-4 (Kunsthistorische Arbeiten der Kulturstiftung der Deutschen Vertriebenen, Bd. 2)
- Echte Wehrhaftigkeit oder martialische Wirkung. Zur praktischen Funktion und zum Symbolcharakter von Wehrelementen profaner und sakraler Bauten im Deutschordensland Preußen und im Ostseeraum. Kunsthistorische Fachtagung der Kulturstiftung der Deutschen Vertriebenen, Marienburg 1999. Verlag Wissenschaft und Politik, Köln 2000, ISBN 3-8046-8868-3 (Kunsthistorische Arbeiten der Kulturstiftung der Deutschen Vertriebenen, Bd. 3)
- (mit Ernst Gierlich) Kunsthistoriker und Denkmalpfleger des Ostens. Der Beitrag zur Entwicklung des Faches im 19. und 20. Jahrhundert. Kunsthistorische Fachtagung, St. Marienthal / Ostritz 2004. Kulturstiftung der Deutschen Vertriebenen, Bonn 2007, ISBN 978-3-88557-221-3 (Kunsthistorische Arbeiten der Kulturstiftung der Deutschen Vertriebenen, Bd. 5)
- Ecclesiae ornatae. Kirchenausstattungen des Mittelalters und der frühen Neuzeit zwischen Denkmalwert und Funktionalität. Kunsthistorische Fachtagung Greifswald 2005. Kulturstiftung der Deutschen Vertriebenen, Bonn 2009, ISBN  978-3-88557-226-8 (Kunsthistorische Arbeiten der Kulturstiftung der Deutschen Vertriebenen, Bd. 6)
- (mit Ernst Gierlich, Matthias Müller und Kazimierz Pospieszny) Terra sanctae Mariae. Mittelalterliche Bildwerke der Marienverehrung im Deutschordensland Preußen. Internationale Fachtagung der Kulturstiftung der Deutschen Vertriebenen, Thorn 2007. Kulturstiftung der Deutschen Vertriebenen, Bonn 2009, ISBN 978-3-88557-227-5 (Kunsthistorische Arbeiten der Kulturstiftung der Deutschen Vertriebenen, Bd. 7)